# Starkville, Mississippi
Starkville je grad u američkoj saveznoj državi Mississippi. Administrativno pripada okrugu Oktibbeha.

## Stanovništvo
Prema popisu stanovništva iz 2000. godine grad je imao 21.869 stanovnika,  9.462 domaćinstava i 4.721 obitelj koje su živjele na području grada, prosječna gustoća naseljenosti bile je 328 stan./km².
Prema rasnoj podjeli u gradu živi najviše bijelaca kojih ima 60,60%, afroamerikanaca 30,02%, azijata 3,15%, indijanaca 0,15%, pacifičke rase 0,04%, ostali 0.64%,izjašnjeni kao dvije ili više rasa 0,80%. Od ukupnoga broja stanovnika njih 1,34% stanovništva su latinoamerikanci ili hispanjolci.

## Poznate osobe
- Travis Outlaw, NBA igrač Portland Trail Blazersa

## Vanjske poveznice
- Službene stranice grada

### Ostali projekti
|  | Zajednički poslužitelj ima još gradiva o temi Starkville, Mississippi |